# Indiai cibetmacska
Az indiai cibetmacska (Viverra zibetha) a cibetmacskafélék (Viverridae)  családjába, a Civettictis nembe tartozó ragadozóállat.

## Előfordulása
India, Délkelet-Ázsia és Kína területén honos, a természetes élőhelye erdőkben van. Sajnos a húsa helyi ínyencség. Az IUCN (Természetvédelmi Világszövetség) vörös listáján a mérsékelten fenyegetett (Near Threatened) kategóriájába szerepel.

## Megjelenése
Szőrzetének alapszíne szürke vagy barna, foltjai feketék. Testhossza 86 cm, farka 33 cm, tömege 5–11 kg. A hím nagyobb a nősténynél.

## Életmódja
Magányos és éjjeli állat, a fán és a talajon egyaránt tartózkodik. Ragadozó tápláléka madarakból, békákból, kígyókból, kisebb emlősökből áll, de általában nem veti meg a gyümölcsöket, gyökereket, tojásokat, halakat és rákokat. A párzási szezonnak meghatározott ideje nincs. A nőstény 2 kölyköt hoz világra.